# 에코 파라다이스 FM
에코 파라다이스 FM은 팔라우에 있는 국영 FM라디오방송국이며 일본의 TOKYO-FM과 일본항공의 지원에 의해 개국했으며 2003년 JFN 특별 가맹국으로서 가맹했다.그 때문에 TOKYO-FM의 일부 프로그램도 방송하고 있다.

## 연혁
- 1998년 7월 27일　시험 방송 개시.
- 1998년 8월 1일　개국과 동시에 본방송 개시.
- 2003년 7월 23일　JFN에 특별가맹.

## 주파수
- 본방송국:87.9MHz(출력:4kW)
  - AM 1584KHz에서도 방송하고 있다.